# 迷蹤小行星
迷蹤小行星或迷蹤行星是曾經觀測過但已失去它們蹤影的小行星。在1980年代和1990年代，曾經找回許多失蹤的小行星，但是仍有許多的小行星和其它類型的太陽系小天體仍然繼續留在失蹤的名單上。依據某些定義，關於所有發現過的小行星中，有一半是迷蹤的 － 使用被認可適當的望遠鏡未能在預測的位置上找到它們，可能是因為它們太暗淡，或是軌道預測的範圍太大等不確定的原因而未能檢測出來。
因為沒有獲得足夠的觀測資料來確定一個可靠的軌道，在過去幾十年裡發現的一些小行星和彗星就"丟失"了。如果沒有資訊，天文學家就不知道在未來的日子裡要往哪裡觀看這顆天體。有時，一顆新發現的天體是原本丟失的天體再度被發現。這可以通過推算"新"天體的軌道和檢查過去的位置，與以前丟失天體的位置來比對。在迷蹤彗星的情況這特別棘手，因為從彗合排放的氣體等非重力的因素會影響到他們的軌道。这种非重力的因素仍然可以计算，如布萊恩·馬斯登成功預測了迷蹤週期彗星P109/Swift–Tuttle在1992年的回歸。
迷蹤小行星也可以用於其它的事物上。例如，觀察距離大約在20AU的小行星，或許可以提供先鋒異常的解釋。

## 20世紀的再發現
在19世紀和20世紀，只觀測到一次並且沒有再觀測到的小行星數量暴增，但是望遠鏡、搜索和檢測技術的改進，導致助些小行星在1970、80和90年代重新被找回來。在較早期也有一些例子，如在1873年至1922年之間丟失的晴神星 ((132) Aethra)。

### 1970年代
(1862) 阿波羅是於1932年由卡爾·雷恩繆斯發現的一顆Q-型小行星，但之後失蹤了，直到1973年才再度被尋回。另一顆尤金·德爾波特在1936年發現的阿波羅小行星，(2101) 阿多尼斯也在失蹤後於1977年被查爾斯·科瓦爾再度發現，它也是第一顆被發現的近地小行星。
(1916) Boreas (1953 RA)，阿莫爾型小行星，是在1953年9月1日被Sylvain Julien Victor Arend在比利時皇家天文台發現的，於1974年被Richard Eugene McCrosky、G. Schwartz和JH Bulger依據布萊恩·馬斯登的位置預報重新發現。
(1922) Zulu (1949 HC) 是於1949年4月25日被Ernest Leonard Johnson在約翰尼斯堡發現的一顆外小行星帶小行星，它是很少數位於與木星有著2：1平均運動共振的小行星。這顆小行星短暫的失蹤之後，於1974年被Richard Eugene McCrosky、邵正元和JH Bulger依據辛辛那提天文台 C. M. Bardwell的預測位置尋獲。

### 1980和1990年代
丹麥奧胡斯大學的L. K. Kristensen在1981年重新發現了(452) 哈密爾頓和(1537) Transylvania以及其他的許多小天體。這些結果被發表時，僅有9個已編號的小行星是在發現之後就未再被觀測過：(330)  Adalberta、(473) Nolli、(719) 阿爾伯特、(724) Hapag、(843) Nicolaia、(878) Mildred、(1009) Sirene、(1026) Ingrid、和(1179) Mally。
(843) Nicolaia在1981年在海德堡的Astronomisches Rechen-Institut重新發現。
(473) Nolli是馬克斯·沃夫在1901年2月13日發現的，但是已經失蹤了數十年，直到86年後的1987年才再度被發現IAUC 4292 （页面存档备份，存于）。
(878) Mildred原本是威爾遜山天文台1.5米 (60英吋) 的海爾望遠鏡發現的，但隨後就失蹤了，直到1985年和1991年才在夜晚各被觀測到一次。
(724) Hapag和(719) 阿爾伯特都是在1911年首度被發現。Hapag的臨時名稱是1911 NC，但是之後就失蹤了，直到1988年才再度被發現。由於軌道計算中的不確定性，阿爾伯特也是失蹤了近一個世紀，才在2000年被Jeffrey A.從太空監視的小行星巡天計畫中找出來。在阿爾伯特被重新發現之後，所有的迷蹤小行星都被找回來了 ((69230) Hermes當時尚未確認，直到2003年才有序號) 。
(1009) Sirene在1982年被J. 吉普生修正他的星曆表候，在帕洛瑪天文台使用48吋 (120公分) 施密特望遠鏡曝光重新發現。
(1026) Ingrid是卡爾·威廉·雷睦斯在1923年8月13日發現的，並且獲得臨時名稱1923 NY，它在1986年被Syuichi Nakano重新確認。
(1179) Mally勢在1931年3月19日被馬克斯沃夫發現的，臨時名稱是1931 FD。它在1986年被Lutz D. Schmadel、Richard Martin West和Hans-Emil Schuster重新發現。
張鈺哲於1928年在芝加哥求學時，曾經發現一顆小行星，並獲得臨時名稱1928 UF，稍後被賦予1125的編號。他將這顆小行星命名為中華 (China，Zhōnghuá)。然而，這顆小行星除了初始的觀測之外，並未計算出精確的軌道。在1957年，紫金山天文台新發現了一顆小行星，並且獲得張鈺哲的同意，以這顆1957 UN1重新正式命名為(1125) 中華，替代失蹤的1928 UF。不過，在1986年新發現的1986 QK1被証實就是失蹤的1928 UF再度被發現，於是重新命名為(3789) 中國 (Zhongguo)。
(29075) 1950 DA是Carl A. Wirtanen於1950年2月23日在利克天文台發現的小行星，它只被觀測了17天就失蹤了。因為沒有進行足夠的觀測，所以未能繪製出它的軌道，但它在2000年12月31日再度被發現。它在2880年3月16日與地球碰撞的機率估計是三百分之一，比其它類似天體從現在起至2880年之前的機率高出50%。估計它的直徑為1公里 (0.6英里)。
(7796) Járacimrman是Zdeněk Moravec在克里特天文台 (捷克) 於1996年1月16日發現的小行星，臨時名稱是1996 BG。W他被一直觀測到1996年4月，然後在1997年6月和7月繼續觀測。它被揭露是曾觀測但失蹤的小行星。它之前曾經被觀測過兩次：北義大利的Brera-Merate Observatory在1973年12月12日和斯壯羅山天文台 (接近澳洲首都坎培拉)在1990年7月9日。

## 21世紀
2007 WD5是一顆直徑50米（160英尺）的阿波羅型的近地天體和火星軌道穿越小行星，於2007年11月20日被安德里亞·博阿蒂尼在卡特林那巡天時發現。初期對2007 WD5的觀測引起科學界的轟動，因為估計有1/25的機率會在2008年1月30日撞擊火星。但是，在2008年1月9日 NASA在近地天體程式 (NEOP) 中加入參數以減少不確定因素造成的影響之後，撞擊的機率已降至萬分之一。2007 WD5最有可能以6.5火星半徑的距離通過。由於這個相對較小的距離和事先提出不確定的因素，以及不能確定火星引力對其軌道的影響的因素，和依據NASA 噴射推進實驗室的史蒂芬·切斯利的近地天體程式，2007 WD5目前已被列為失蹤的天體。最佳的適合軌跡是在距離火星21,000公里之內，和距離戴摩斯16,000公里處掠過。
在搜尋各種不同類型的近地小行星，像是準衛星的地球軌道穿越小行星，可能對應到一些失蹤天體的目擊報告，包括2006 RH120或(3753) 克魯特尼，以及其它的。
在2007年，發現2007 RR9是自1960年就失蹤的小行星6344 P-L。它是潛在威脅天體和可能是沒有明顯噴出氣體的熄火彗星。
2013年10月13日据香港《文汇报》报道，美国宇航局（NASA）科学家预言，2880年3月16日，将有一颗编号为1950DA的巨型小行星可能撞向地球，它穿过大气层后，会以时速约6万公里的速度撞入大西洋，撞击力相当于448亿吨TNT爆炸威力。它正以每秒15公里速度移近地球，虽然相撞的可能性只有0.3%，但几率已较其它小行星高一半。

## 失誤
一些小行星的失蹤是觀測上的錯誤，像是(330) Adalberta。他的名稱最初是賦予臨時名稱為1892 X的天體，但當1980年代發現1892 X是假天體之後，便重新分配給A910 CB。

## 表格
清單的預設順序是依照小行星的編號遞增 (參見小行星列表)。這些只是一小部分早期丟失但已經再發現，與一些另外的真實事例，因為真實的迷蹤小行星數量已經超過了150,000顆。
| 名稱                     | 發現年份 | 再發現年 |
| ------------------------ | -------- | -------- |
| (132) 晴神星             | 1873     | 1922     |
| (330) Adalberta (1892 X) | 1892     | 誤認     |
| (452) Hamiltonia         | 1899     | 1987     |
| (473) Nolli              | 1901     | 1987     |
| (719) 阿爾伯特           | 1911     | 2000     |
| (724) Hapag              | 1911     | 1988     |
| (843) Nicolaia           | 1916     | 1981     |
| (878) 米爾德麗德         | 1916     | 1991     |
| (1009) 賽倫              | 1923     | 1982     |
| (1026) Ingrid            | 1923     | 1986     |
| (1179) Mally             | 1931     | 1986     |
| (1537) Transylvania      | 1940     | 1981     |
| (1862) 阿波羅            | 1932     | 1973     |
| (1916) 北風之神          | 1953     | 1976     |
| (1922) 祖魯              | 1949     | 1974     |
| (2101) 阿多尼斯          | 1936     | 1977     |
| (3494) 紫金山            | 1962     | 1980     |
| (3789) 中國              | 1928     | 1986     |
| 6344 P-L                 | 1960     | 2007     |
| (7796) Járacimrman       | 1973     | 1996     |
| (29075) 1950 DA          | 1950     | 2000     |
| (69230) Hermes           | 1937     | 2003     |

### 只有臨時名稱的
只選出非常少量只有臨時名稱的迷蹤小行星：
| 名稱       | 發現年度 | 再發現年度 | 註解                     |
| ---------- | -------- | ---------- | ------------------------ |
| 1991 BA    | 1991     | 失蹤       | 接近地球至月球距離以內   |
| 1993 HD    | 1993     | 失蹤       | 近地小行星               |
| 1995 SN55  | 1995     | 2020       | 可能是最大的半人馬小行星 |
| 2004 PR107 | 2004     | 失蹤       | QB1，矮行星候選者        |
| 2006 HH123 | 2006     | 失蹤       | 離散盤天體；矮行星候選者 |
| 2007 WD5   | 2007     | 失蹤       | 靠近火星通過             |